# Mailüfterl

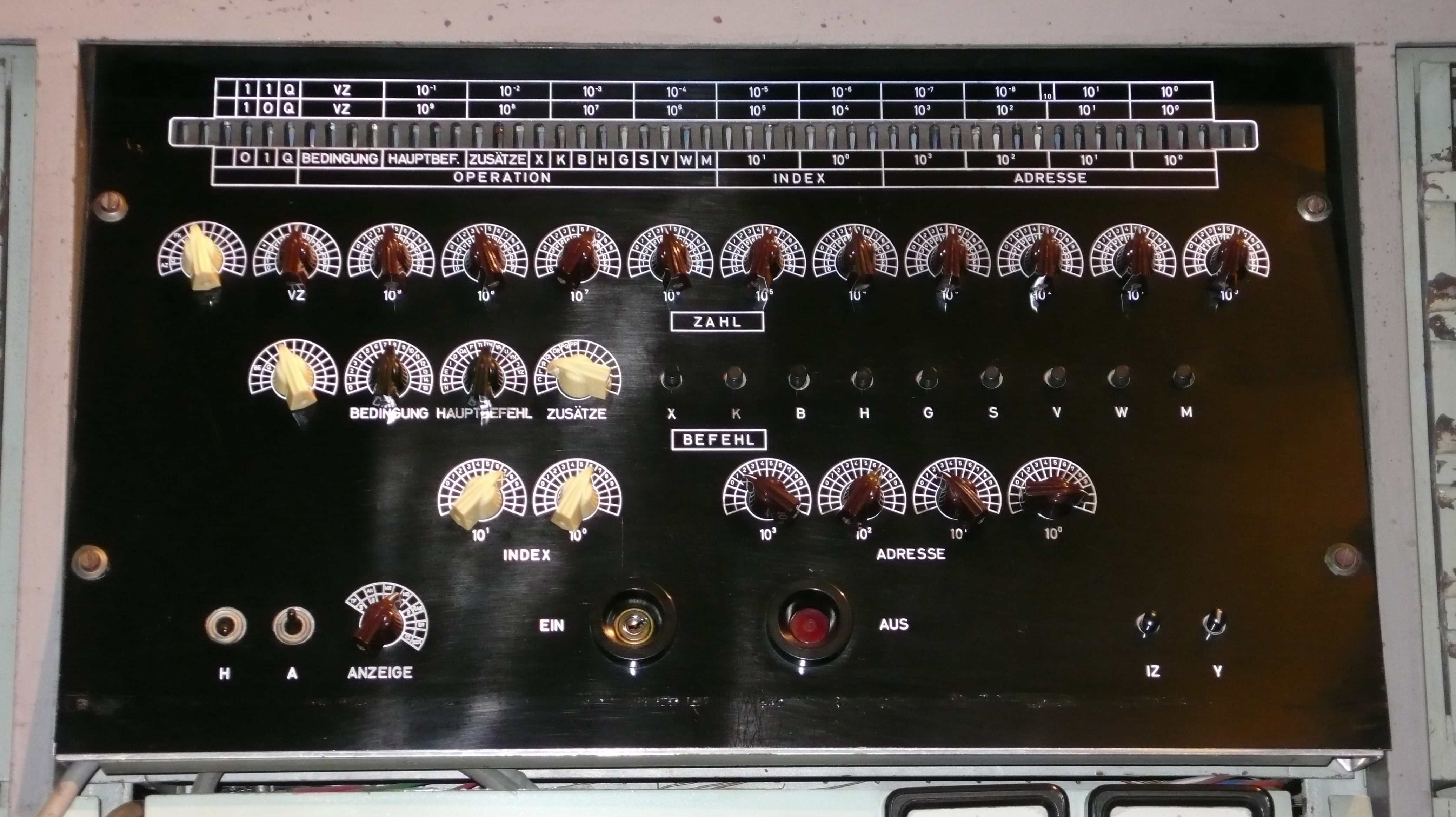
A Mailüfterl irányítópultja

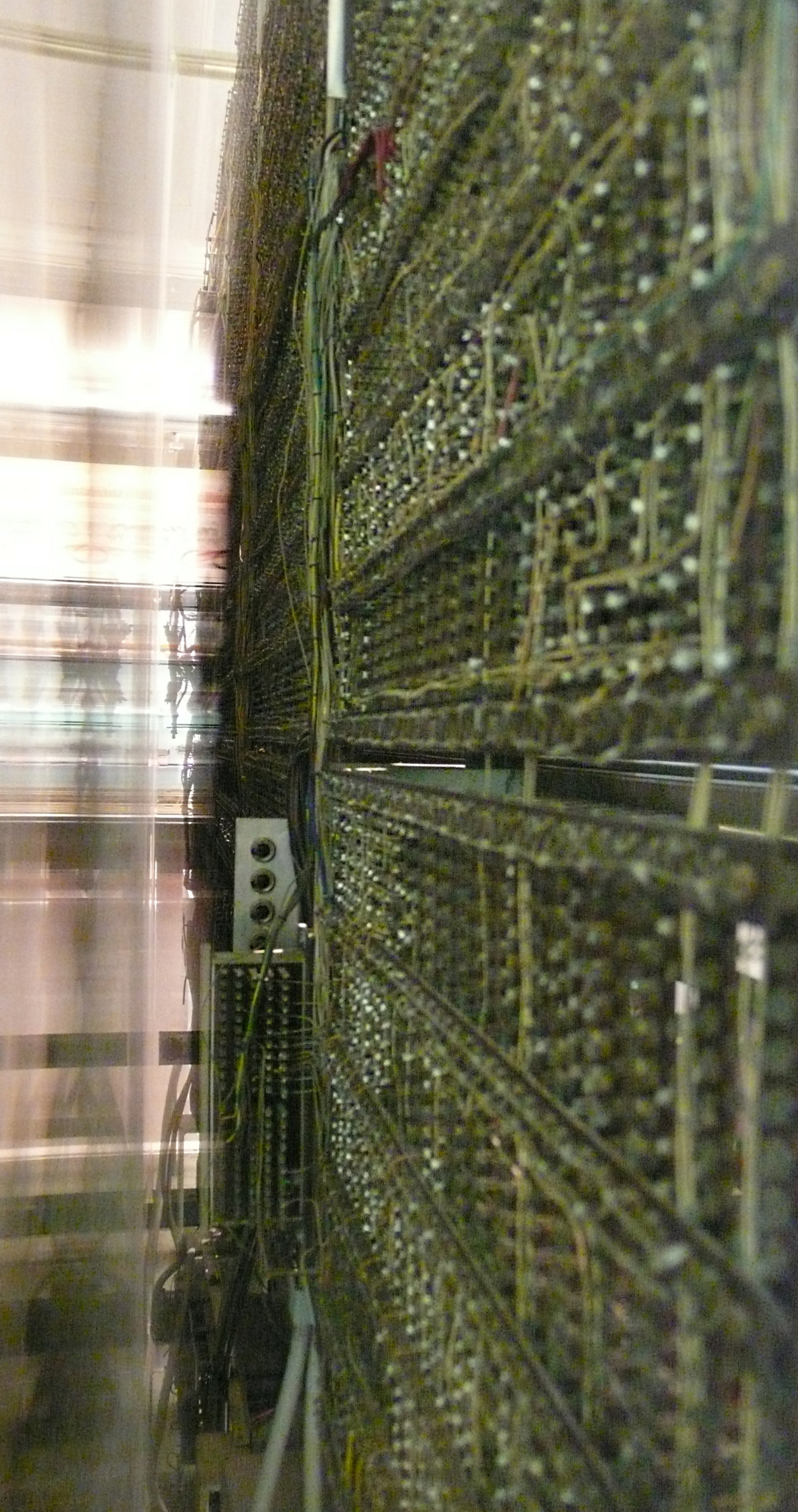
A számítógép hátoldala a vezetékes összeköttetésekkel

A Mailüfterl volt az első, teljesen tranzisztoros felépítésű számítógép az európai kontinensen. 1958 májusában mutatták be, Ausztriában. Hivatalos megnevezése: Binär dezimaler Volltransistor-Rechenautomat, magyarul bináris decimális teljesen tranzisztoros számítógép. A világ első ilyen típusú, tranzisztoros számítógépei a TRADIC, Harwell CADET és a TX-0 voltak.
A Mailüfterl gépet Heinz Zemanek és társai építették 1955-ben a Bécsi Műszaki Egyetemen (TU Wien).
Az építők csoportjába tartozott többek között Peter Lucas, Georg J. Leser, Viktor Kudielka, Kurt Walk, Ernst Rothauser, Kurt Bandat és Norbert Teufelhart.
A gép elnevezése – Mailüfterl, jelentése: májusi szellő – egy tréfás szójátékból keletkezett, mikor az építők az USA-ban üzemelő elektroncsöves számítógépek elnevezését és sebességét latolgatták: ez a gép valószínűleg nem fogja elérni a Whirlwind vagy a Typhoon sebességét, ezekkel a szélviharokkal összehasonlítva a gép teljesítményét egy bécsi „májusi szellő” jellemezheti.
A számítógépet 3000 tranzisztor, 5000 dióda, 1000 áramköri lap, 100 000 forrasztási pont, 15 000 ellenállás, 5000 kondenzátor és 20 000 méter összekötő vezeték alkotja. Súlya körülbelül 500 kilogramm, szélessége 4 méter, magassága 2,5 méter és mélysége 50 centiméter, tehát a korabeli elektroncsöves számítógépekhez képest viszonylag kicsi. A Mailüfterl órajele 132 kHz, ami jelentős volt a saját idejében.
Zemanek később azt nyilatkozta a projektről, hogy az nem volt más, mint egy alacsony beosztású főiskolai asszisztens félig illegális vállalkozása, hivatalos engedély és az egyetem anyagi támogatása nélkül, amit egy diákcsoporttal valósított meg. 1954-ben a Philips céghez utazott Hollandiába, hogy ott nem pénzbeli hozzájárulást (adományt) kérjen a tervhez. A több ezerre rúgó tranzisztormennyiséget és azok felhasználási célját nem volt könnyű meggyőzően előadni, mindössze hét évvel a tranzisztor feltalálása után.
Zemanek sikeresen tárgyalt a céggel, és ígéretet kapott több mint 1000 meglehetősen lassú hallókészülék-tranzisztorra. Végül a Philipstől összesen 4000 kiváló minőségű tranzisztort kapott (mindössze négy volt hibás, azok valószínűleg a forrasztásnál sérültek meg).
A hardver felépítése után a csoport 1958-tól 1961-ig a programozásnak szentelte magát. 1958 május 27-én a Mailüfterl 66 perc alatt kiszámolta az 5 073 548 261-es prímszámot.
A programfutás ritmusát egy rádión keresztül lehetett hallgatni. Ha csak egy egyenletes hang hallatszott, a technikusok erről tudták, hogy valami nincs rendben. Ezt az ellenőrzőhangot használták arra, hogy távolról (otthonról), telefonvonalon keresztül ellenőrizzék a gép működését az éjszakába nyúló összetett számítási feladatok alatt.
1961-ben az IBM úgy döntött, hogy felépít egy laboratóriumot Bécsben és felajánlota a csatlakozást a számítógépes úttörőnek, mire Zemanek az egész csoportját bevitte a vállalatba. Az IBM az osztrák államtól megvásárolta a Mailüfterl gépet, hogy azt Zemanek és az általa 1976-ig vezetett laboratórium rendelkezésére bocsássa. Az IBM 1966-ban alaposan átvizsgálta a számítógépet és 1973-ban átadta a Bécsi Műszaki Múzeumnak.
2013. október 1-én a Google egy blogon videót tett közzé a projekt tiszteletére.

## Fordítás
Ez a szócikk részben vagy egészben  a   Mailüfterl című angol Wikipédia-szócikk ezen változatának fordításán alapul.  Az eredeti cikk szerkesztőit annak laptörténete sorolja fel. Ez a jelzés csupán a megfogalmazás eredetét és a szerzői jogokat jelzi, nem szolgál a cikkben szereplő információk forrásmegjelöléseként.